# Institut supérieur de développement rural
 (novembre 2023).
L’Institut supérieur de développement rural de Bukavu (ISDR/Bukavu) est un établissement public d'enseignement supérieur et universitaire (ESU) en république démocratique du Congo créé en 1962.

## Histoire
L'Institut supérieur de développement rural de Bukavu a été créé le 25 mai 1962 sous l'appellation de Centre de formation sociale (CFS).
Deux ans après, en 1964, il est appelé Institut social africain (ISA), qui sanctionnait le cursus de deux années par un diplôme de niveau A2 en sciences sociales d'animateurs sociaux.
L'ISA intègre l'université nationale du Zaïre (UNAZA) avec comme appellation, Institut supérieur d'études sociales (ISES), marquant ainsi son agrément comme institut d'Enseignement supérieur et universitaire,.
Le 6 mai 1977, l'ISES devient l'Institut supérieur de développement rural de Bukavu en vue de s'orienter essentiellement sur la formation des techniciens de développement rural.

## Mission
L'Institut supérieur de développement rural de Bukavu poursuit les missions suivantes :
- Former les cadres compétents par l'organisation d'un enseignement de qualité
- Mener des recherches scientifiques
- Accompagner les actions de développement rural

Cette mission s'inclut dans le cadre de sa vision qui est de faire du pays une nation dans laquelle les conditions de vie des populations rurales sont améliorées avec un monde rural documenté, informé et éveillé.

## Organisation

### Organes de gestion
Comme tous les établissements d'enseignement supérieur et universitaire en république démocratique du Congo, l'ISDR/Bukavu fonctionnne sous la tutelle du ministère de l'Enseignement Supérieur et Universitaire (ESU).
Au niveau de l'institution, les organes suivants constituent la structure administrative :
- Le Conseil de l'Institut
- Le Comité de Gestion
- La Direction Générale
- Le Conseil de Section[3].

### Direction
L'Institut est dirigé par un Comité de Gestion composé de cinq membres : le Directeur Général, le Secrétaire Général Académique, le Secrétaire Général Chargé de Recherche, le Secrétaire Général Administratif et l'Administrateur de Budget.
Pour l'année académique 2022-2023, il s'agit respectivement du Professeur Docteur Emery MUSHAGALUSA MUDINGA, du Professeur Docteur Séverin MUYISA KAVATSURWA, du Professeur Docteur Dieudonné MUHINDUKA NDIKURUBA, du Professeur Docteur Aline ZIHALIRWA et du Chef de Travaux Ferdinand BUKONDE.

### Liste des directeurs généraux
- Père Albert Maes, Directeur Général 1962 - 1967
- Père Berthold Schlipf, Directeur Général 1968 - 1975
- Mimpya Akan Onum a Gwom, Directeur Général 1975 - 1977
- Rév. Père Georges Defour, Directeur Général a. i 1977 - 1978
- Mukuna Beya, Directeur Général 1978 - 1982
- Diur Katond, Directeur Général 1982 - 1990
- Rév. Père Georges Defour, Directeur Général a. i 1990 - 1991
- Nshimba Lubilanji, Directeur Général 1992 - 1993
- Firmin Muganda, Directeur Général 1993 - 1995
- Roger Chibenda Mulashe, Directeur Général 1995 - 1999
- Prof. Martin Bitijula Mahimba, Directeur Général 1999 - 2006
- Prof. Augustin Mutabazi Ngaboyeka, Directeur Général 2006 - 2010
- Prof. Pascal Isumbisho Mwapu, Directeur Général 2010 - 2016
- Prof. Bosco Muchukiwa Rukakiza, Directeur Général 2016 - 2022
- Prof. Désiré Lumonge Zabagunda, Directeur Général 2022 - 2023
- Prof. Emery Mushagalusa Mudinga, Directeur Général du 22 mai 2023 à aujourd'hui[5]

### Organisation des études
L'institution organise une section unique en développement rural : la section Enseignement. Celle-ci est subdivisée en cinq options : Option A : Organisation sociale, Option B : Planification Régionale, Option C : Administration Rurale, Option D : Environnement et Développement Durable et Option E : Genre et Développement Durable.
Elle organise des enseignements de 1er et 2e cycles dans toutes les options et un 3e en Socio-économie et planification du développement rural et en Environnement et gestion des ressources naturelles. Les études du 1er cycle s'appelaient graduats jusqu'à l'arrivée du système LMD. Elles duraient trois ans. Les étudiants parlaient de « G1 », « G2 » et « G3 ». Les études du 2e cycle s'appelaient licences jusqu'à l'arrivée du système LMD. Elles duraient deux ans. Les étudiants parlaient de « L1 » et de « L2 ».